# Сан-Базиле
Сан-Базиле (итал. San Basile) — коммуна в Италии, располагается в регионе Калабрия, подчиняется административному центру Козенца.
Население составляет 1283 человека, плотность населения составляет 71 чел./км². Занимает площадь 18 км². Почтовый индекс — 87010. Телефонный код — 0981.
Покровителями коммуны почитаются Пресвятая Богородица, празднование во вторник после Троицы, и святой Иоанн Креститель, праздник ежегодно празднуется 25 мая.